# Hagnicourt
Hagnicourt é uma comuna francesa na região administrativa de Grande Leste, no departamento Ardenas. Estende-se por uma área de 5,9 km². Em 2010 a comuna tinha 76 habitantes (densidade: 12,9 hab./km²).